# Keiō Corporation
La Keio Corporation (京王電鉄株式会社?, Keiō Dentetsu Kabushiki-gaisha) è una azienda giapponese attiva in diversi settori. È conosciuta principalmente per essere uno dei maggiori operatori ferroviari privati (non JR Group) del paese; il trasporto su rotaia genera gran parte del fatturato della Keio, tuttavia essa ha interessi anche in diversi altri settori, tra cui principalmente grande distribuzione organizzata e immobili.

## Storia
Nel 1905 venne fondato il primo "antenato" della Keiō, si trattava della Ferrovia Elettrica Giapponese (日本電気鉄道). Solo un anno dopo la fondazione la compagnia venne riorganizzata e prese il nome di Ferrovie Elettrica Musashi (武蔵電気鉄道). Un nuovo cambio di nome si ebbe nel 1910 diventando Tramvia Elettrica Keiō (京王電気軌道). Il primo tratto di linea completamente operativo lo si ebbe solo nel 1913 tra Sasazuka e Chōfu. Nel 1923 la Keiō completò un tratto importante tra Shinjuku e Hachiōji. Il tratto di linea tra Fuchū e Hachiōji fu installato dalla Ferrovia Elettrica Gyokunan (玉南電気鉄道) con scartamento di 1.067 mm, in seguito sostituito con una linea a scartamento di 1.372 mm.
La Linea Inokashira divenne operativa nel 1933 per opera della Ferrovia Elettrica Teito (帝都電鉄) che pianificava di usare la linea per collegare Ōimachi con Suzaki (ora Kōtō) ma questo progetto non ebbe mai seguito. Nel 1940 la Teito si fuse con la Odakyu Electric Railway e nel 1942 la compagnia che ebbe origine fu inglobata dalla Tōkyū Corporation.
Nel 1947, gli azionisti della Tōkyū Corporation approvarono di vendere le linee Keiō e Inokashira alla Keio Teito Electric Railway (京王帝都電鉄) appena costituita. La parola Teito ("capitale imperiale") fu tolta dal nome nel 1998, nonostante questo l'acronimo KTR è ancora visibile su alcune vetture o alcune stazioni.

## Linee
Il sistema ferroviario della Keiō è basato principalmente attorno alla Linea Keiō, per questo spesso viene indicata come Linea Principale Keiō (京王本線?, Keiō Honsen).
I vari tracciati dipendenti dalla Linea Keiō prendono i seguenti nomi:
|  | Linea                 | Lunghezza | Stazioni | Apertura  | Scartamento |
|  | --------------------- | --------- | -------- | --------- | ----------- |
|  | Linea Keiō            | 37.9      | 32       | 15/4/1913 | 1372mm      |
|  | Linea Keiō Sagamihara | 22.6      | 12       | ?/?/1916  | 1372mm      |
|  | Linea Keiō Takao      | 8.6       | 7        | 20/3/1931 | 1372mm      |
|  | Linea Keiō Dōbutsuen  | 2.0       | 2        | 29/4/1964 | 1372mm      |
|  | Linea Keiō Inokashira | 8.6       | 17       | ?/?/1934  | 1067mm      |
|  | Nuova Linea Keiō      | 3.6       | 4        | ?/?/1980  | 1372mm      |
|  | Linea Keiō Keibajō    | 0.9       | 2        | 29/4/1955 | 1372mm      |

## Materiale rotabile
Tutti i treni della Keiō sono dotati di sedili longitudinali adatti al traffico metropolitano.

### Treni con scartamento a 1,372 mm

#### Corrente
- Serie 9000 (dal 2001)
- Serie 8000 (dal 1992)
- Serie 7000 (dal 1984)
- Serie 5000 (dal 2017)

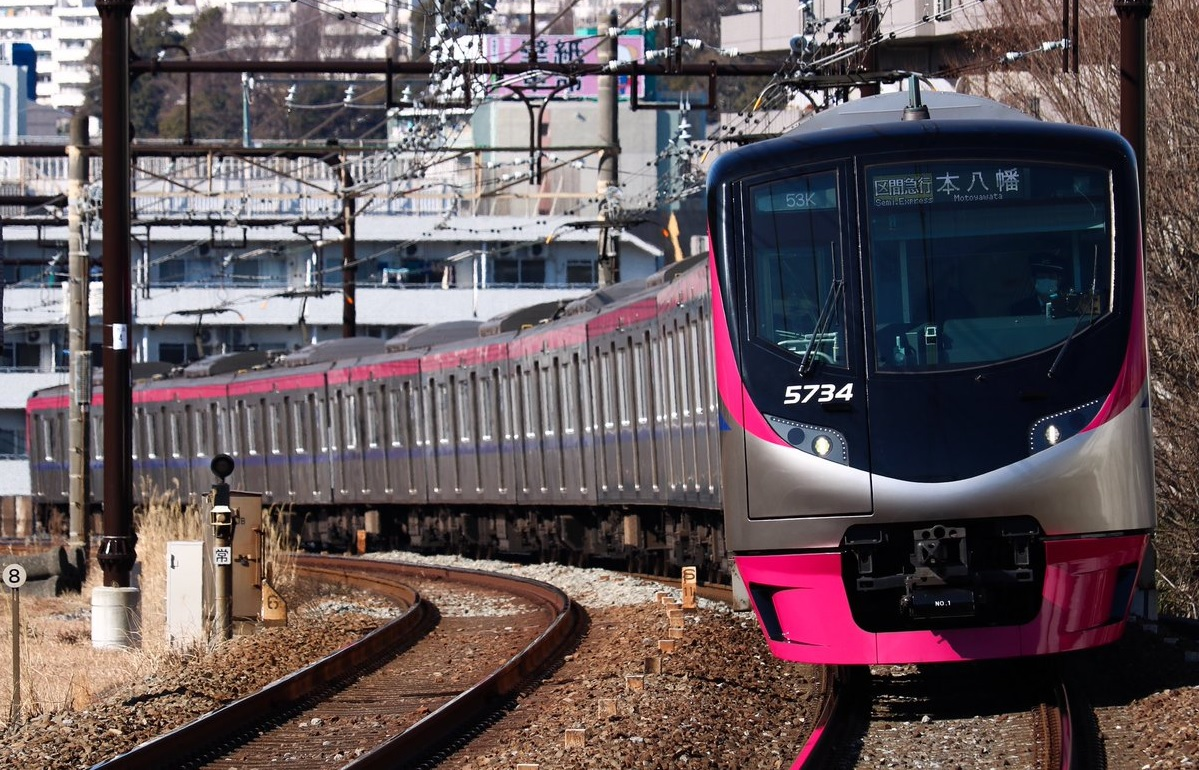
Serie 5000
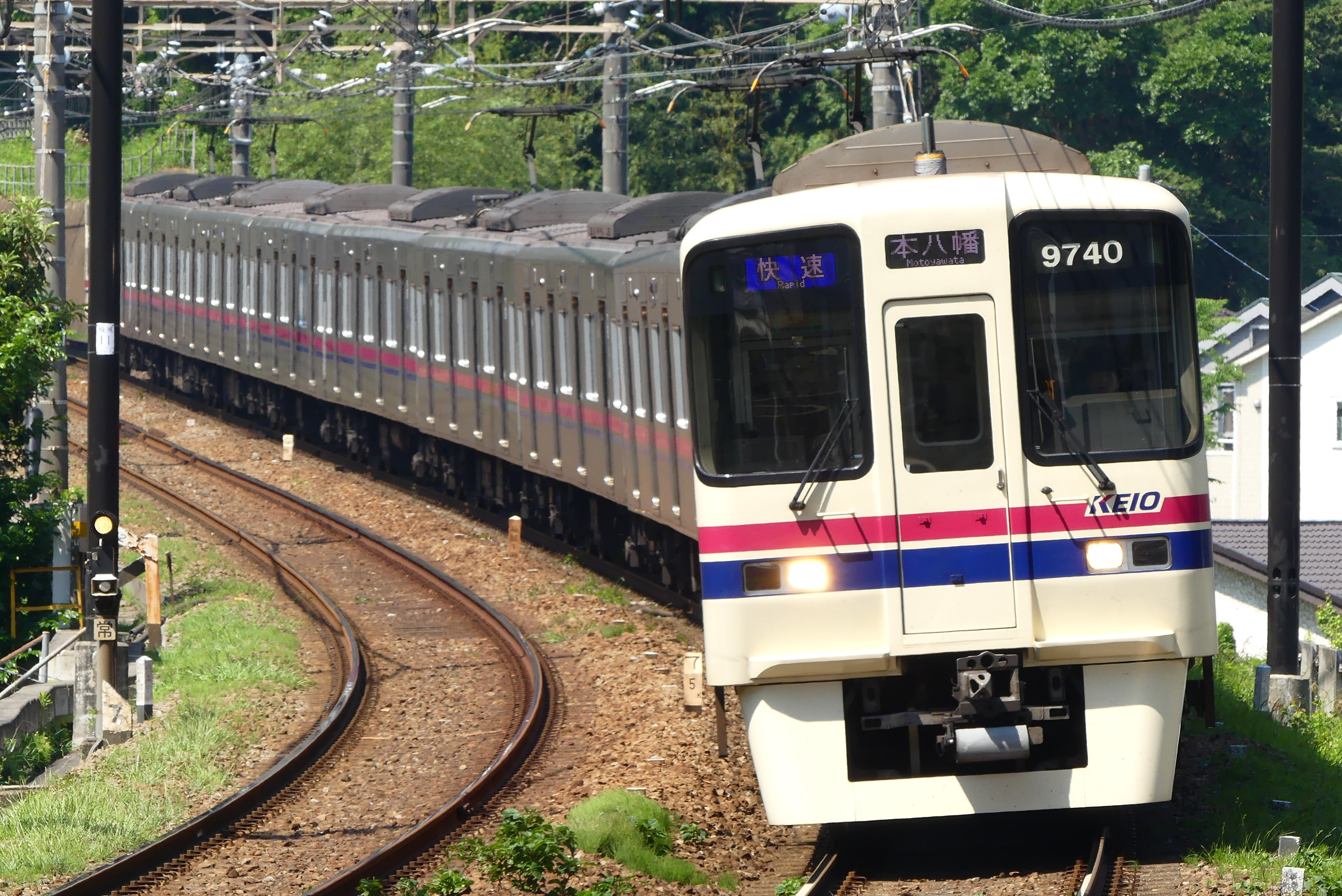
Serie 9000
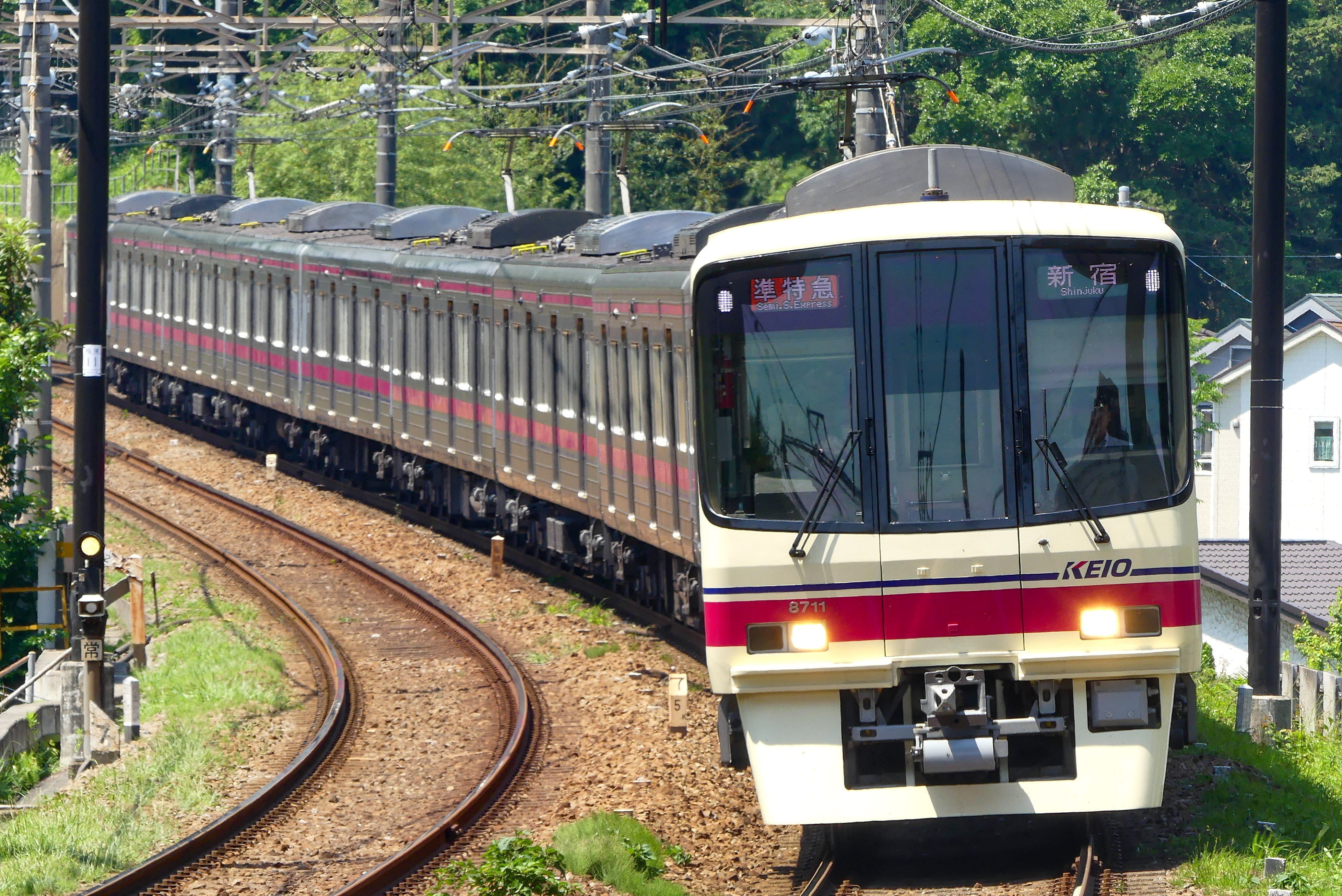
Serie 8000
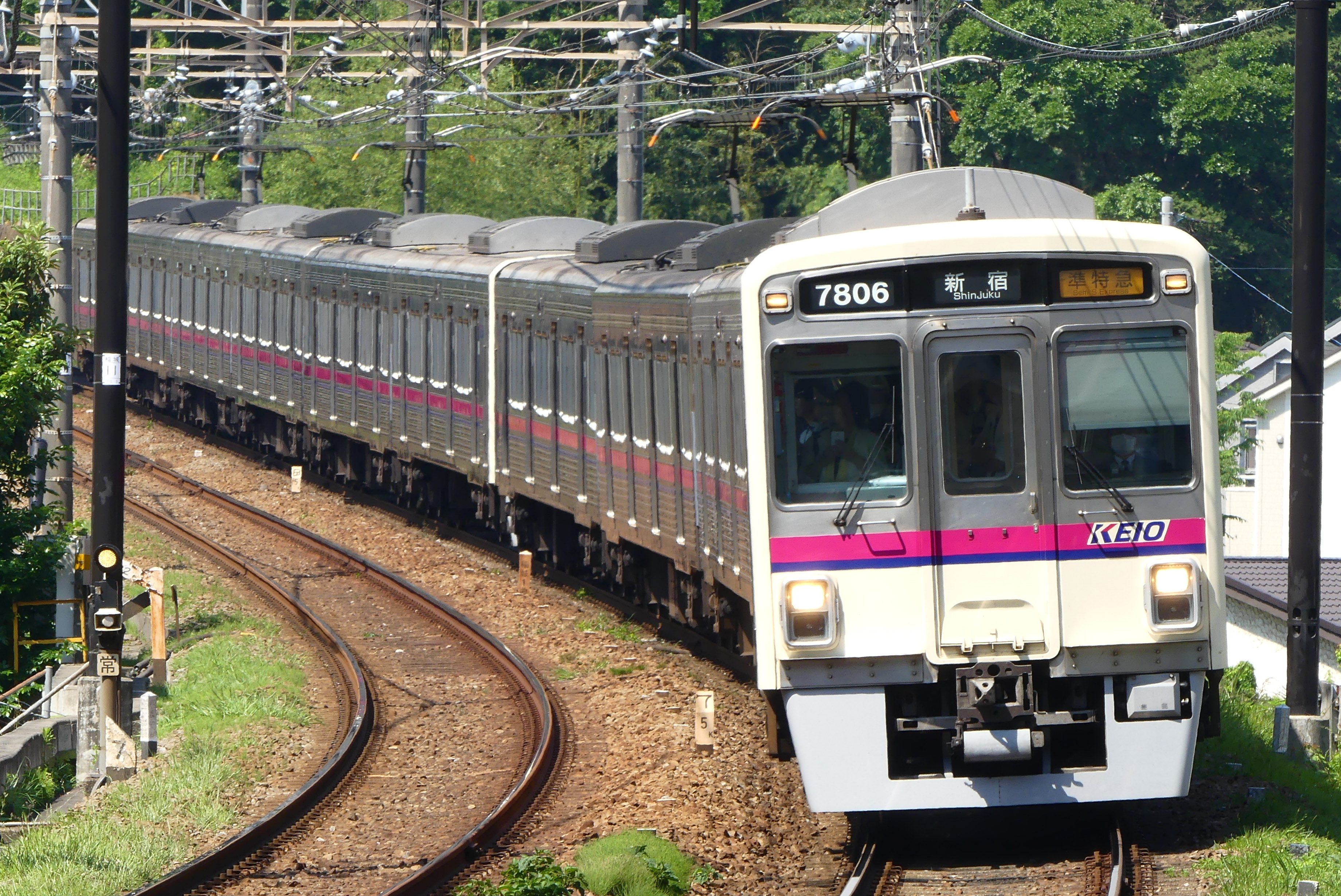
Serie 7000

#### Ritirato

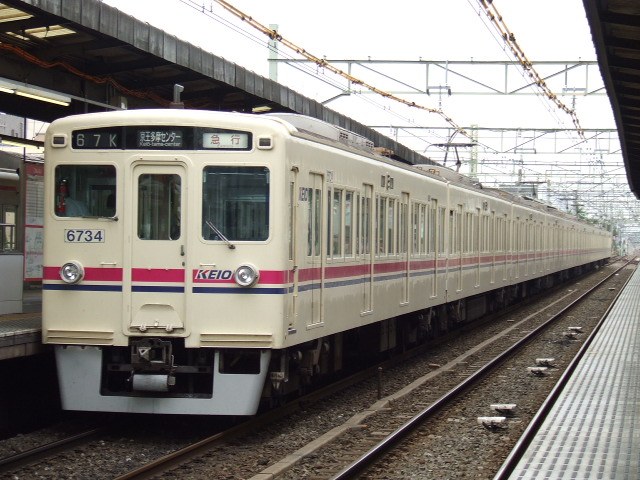
Serie 6000

- Serie 6000

### Treni con scartamento 1,067 mm
- Serie 1000 (dal 1996)

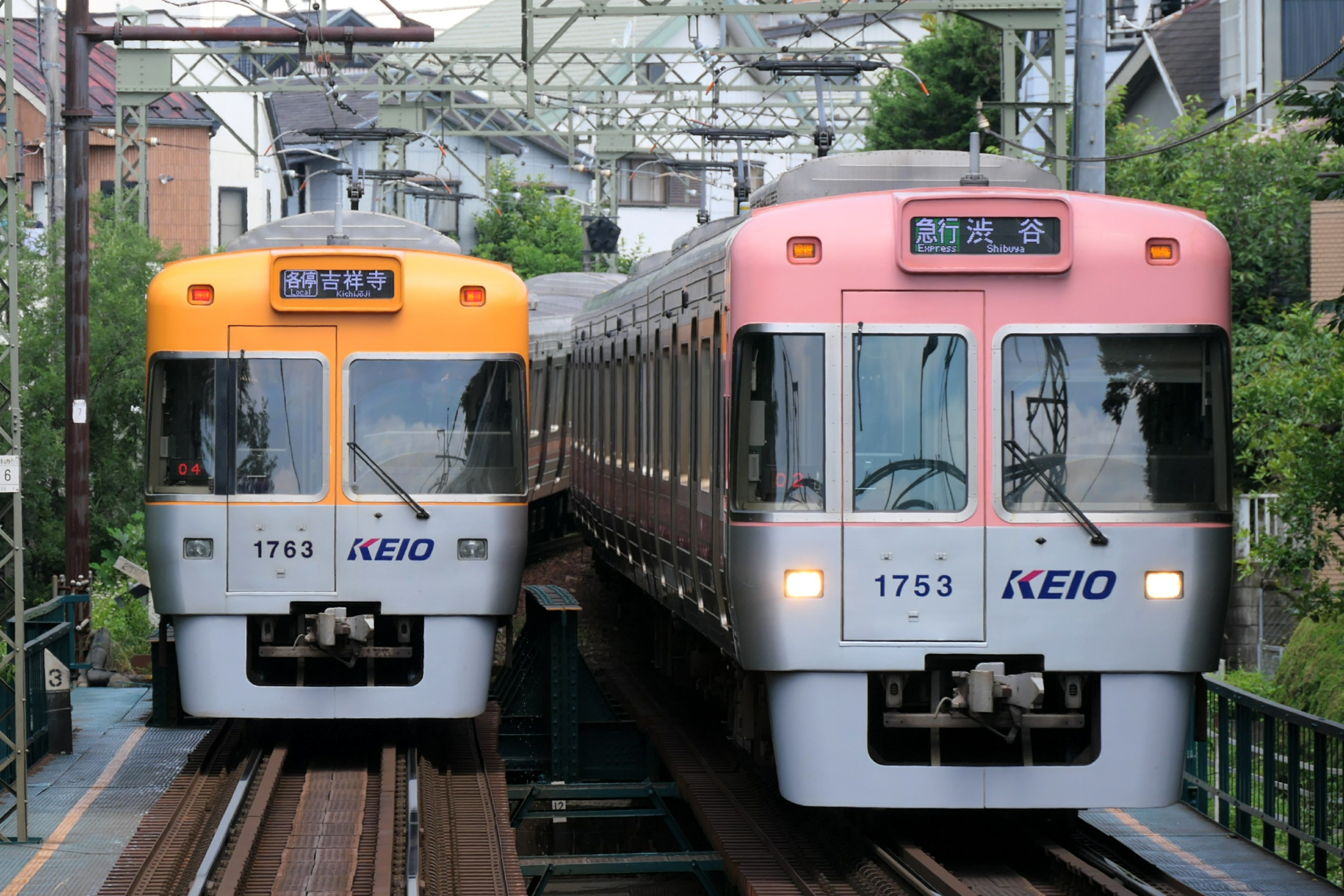
Serie 1000

## Tariffe dei biglietti
I prezzi espressi sono validi per gli adulti. I prezzi per i bambini sono della metà, arrotondati per eccesso alla decina. Dati del 28 dicembre 1997.
| Distanza   | Prezzo (yen) |
| ---------- | ------------ |
| <4 km      | 120          |
| 5 – 6 km   | 130          |
| 7 – 9 km   | 150          |
| 10 – 12 km | 170          |
| 13 – 15 km | 190          |
| 16 – 19 km | 230          |
| 20 – 24 km | 270          |
| 25 – 30 km | 310          |
| 31 – 37 km | 330          |
| 38 – 44 km | 350          |
| 45 – 52 km | 370          |

Per interscambi sulle linee Sagamihara e Tamagawa si applicano le seguenti tariffe in aggiunta a quella base:
| Distanza   | Prezzo (yen) |
| ---------- | ------------ |
| 1 – 8 km   | 10           |
| 9 – 13 km  | 20           |
| 14 – 16 km | 40           |
| 17 – 19 km | 60           |
| 20 – 22 km | 80           |